# Misumenops gabrielensis
Misumenops gabrielensis är en spindelart som beskrevs av Schick 1965. Misumenops gabrielensis ingår i släktet Misumenops och familjen krabbspindlar. Inga underarter finns listade i Catalogue of Life.